# 15723 Girraween
15723 Girraween (1990 SA2) là một tiểu hành tinh vành đai chính được phát hiện ngày 20 tháng 9 năm 1990 bởi T. Seki ở Geisei.